# Publi Anteu Rufus
Publi Anteu Rufus (llatí: Publius Anteius Rufus) va ser un magistrat romà del segle i. Una filla seva, Anteia, estava casada amb l'escriptor Helvidi.
Va rebre el govern de Síria l'any 56, però Neró que li tenia odi per les relacions d'Anteu amb Agripina, el va retenir a la ciutat de Roma. Finalment, l'any 57 el va obligar a suïcidar-se.